# Michael Rawson
Michael Arthur "Mike" Rawson (26. května 1934 Birmingham 26. října 2000 tamtéž) byl britský atlet, běžec, který se věnoval středním tratím, mistr Evropy v běhu na 800 metrů z roku 1958.
Startoval v běhu na 800 metrů na olympiádě v Melbourne v roce 1956 – bez medailového umístění. O dva roky později se ve Stockholmu stal na této trati mistrem Evropy. Během své sportovní kariéry byl členem klubu Birchfield Harriers, kde později působil jako trenér.